# Ремінний Олег Володимирович
Оле́г Володи́мирович Ремінни́й (1985—2019) — старший солдат Збройних сил України, учасник російсько-української війни.

## Життєпис
Народився 1985 року в селі Торчиця (Ставищенський район, Київська область). Закінчив Шполянську ЗОШ № 5.
13 травня 2017 року вступив на військову службу за контрактом; старший солдат, механік-водій взводу розвідки розвідувальної роти 1-ї танкової бригади.
4 жовтня 2019-го загинув внаслідок ворожого обстрілу в передвечірню пору на взводному опорному пункті поблизу сіл Тарамчук — Оленівка (Донецька область).
7 жовтня 2019 року похований в місті Шпола, на міському цвинтарі (мікрорайон цукрозавод). В останню дорогу Олега люди проводжали, стоячи на колінах. 6—7 жовтня 2019-го у Шполянській ОТГ оголошено Днями жалоби.
Без Олега лишилися мама, брат та донька.

## Нагороди та вшанування
- Указом Президента України № 19/2020 від 21 січня 2020 року за «особисту мужність і самовіддані дії, виявлені у захисті державного суверенітету та територіальної цілісності України» нагороджений орденом «За мужність» III ступеня (посмертно)[3]
- Медаль «За жертовність і любов до України» (грудень 2020; посмертно)[4]